# Thomas H. Ruger
Thomas Howard Ruger (2 avril 1833 – 3 juin 1907) est un officier américain qui servit aux côtés de l'Union durant la guerre de Sécession. Après la guerre, il participa à la Reconstruction en tant que gouverneur militaire de l'État de Géorgie au début de l'année 1868 puis occupa le poste de surintendant de l'académie militaire de West Point de 1876 à 1881. Il est enterré au cimetière de West Point.

## Biographie
Thomas H. Ruger est diplômé de l'académie militaire de West Point en 1854.